# Porto Novo (Cap Verd)
Porto Novo és un dels tres concelhos en què està dividida administrativament l'illa de Santo Antão, a Cap Verd. És la principal ciutat de l'illa, i està localitzada en la sud de l'illa.
La cota més alta de Porto Novo és el Topo da Coroa (1.979 m). Posseeix també una important indústria pesquera i agricultura.

## Geografia física
El municipi està situat a la zona sud de l'illa, limita pel nord amb els municipis de Paul i Ribeira Grande, i amb l'oceà Atlàntic per la resta de punts cardinals.

## Història
El municipi de Porto Novo fou creat en 1971 quan l'antic municipi de Santo Antão fou dividit en 3 municipis: Ribeira Grande, Paul i Porto Novo.

## Demografia
| Població de Porto Novo (1940—2010) | Població de Porto Novo (1940—2010) | Població de Porto Novo (1940—2010) | Població de Porto Novo (1940—2010) | Població de Porto Novo (1940—2010) | Població de Porto Novo (1940—2010) | Població de Porto Novo (1940—2010) | Població de Porto Novo (1940—2010) |
| ---------------------------------- | ---------------------------------- | ---------------------------------- | ---------------------------------- | ---------------------------------- | ---------------------------------- | ---------------------------------- | ---------------------------------- |
| 1940                               | 1950                               | 1960                               | 1970                               | 1980                               | 1990                               | 2000                               | 2010                               |
| 10.366                             | 7.565                              | 10.683                             | 13.750                             | 13.236                             | 14.873                             | 17.191                             | 17.906                             |

El municipi es divideix en dues freguesias, São João Baptista i Santo André. La meitat de la població resideix a Porto Novo (9.310 hab.), on es troba la seu del municipi. Altres localitats destacades són, Alto Mira (1.003 hab.), Tarrafal de Monte Trigo (841 hab.), Chã de Morte (746 hab.), Norte da Baía (595 hab.), i Lajedo (558 hab.)

## Agermanament
- Estarreja

## Política
Fins al 2012, el municipi era governat pel partit "Moviment per la Democràcia" però des d'aleshores ho és pel PAICV amb 10 escons de 17.

### Assemblea municipal
|                            | 2004 % | 2004 escons | 2008 % | 2008 escons | 2012 % | 2012 escons |
| -------------------------- | ------ | ----------- | ------ | ----------- | ------ | ----------- |
| PAICV                      | 47.2   | 8           | 41.5   | -           | 55.2   | 10          |
| Moviment per la Democràcia | 49.86  | 9           | 50.9   | -           | 42     | 7           |
| PCD-PRD                    | 2.94   | 0           | -      | -           | -      | -           |

### Municipalitat
|                            | 2004 % | 2004 seats | 2008 % | 2008 escons | 2012 % | 2012 escons |
| -------------------------- | ------ | ---------- | ------ | ----------- | ------ | ----------- |
| PAICV                      | 47.81  | 3          | 41.6   | -           | 56.3   | 7           |
| Moviment per la Democràcia | 49.76  | 4          | 52.8   | -           | 41.1   | 0           |
| PCD-PRD                    | 2.43   | 0          | -      | -           |        |             |